# ジョン・トラボルタ
ジョン・トラボルタ（John Travolta, 1954年2月18日 - ）は、アメリカ合衆国の俳優。ダンサー。歌手。ジョン・トラヴォルタとも表記される。世界的に大ヒットし若者文化に大きな影響を与えた『サタデー・ナイト・フィーバー』や『グリース』などの出演により、70年代後半に一世を風靡した。

## 生い立ち
ニュージャージー州イングルウッドにて、6人兄弟の末っ子として生まれる。父親のサルヴァトーレ（1995年没）はイタリア系アメリカ人2世であり、フットボール選手を兼ねたタイヤ会社のセールスマンだった、母親のヘレン・セシリア（1978年没）はアイルランド系アメリカ人の演技講師。兄や姉も俳優をしている。

## キャリア
ニュージャージー州にあるドワイト・モロー高校に通っていたが、1971年に17歳で中退する。その後、ニューヨークに移ってブロードウェイのミュージカルに出演するようになる。そしてロサンゼルスに移り、1975年スタートのTVシリーズ『Welcome Back, Kotter』のレギュラー出演を経て、1976年の『キャリー』で本格的な映画デビューを果たす。
1977年に主演した青春映画『サタデー・ナイト・フィーバー』のヒット、及びアカデミー主演男優賞へのノミネートにより、スターとなった。その後も、『グリース』（1978）、『アーバン・カウボーイ』（1980）のヒットでさらに人気を高めた。しかし、1983年の『ステイン・アライブ』（『サタデー・ナイト・フィーバー』の続編）が酷評され、『セカンド・チャンス』などが興行的に失敗するなど、役に恵まれない時期が続く。
しかし1994年、彼の大ファンだったクエンティン・タランティーノ監督の『パルプ・フィクション』のヴィンセント役で安定した幅の広い演技力を評価され、映画自体もアカデミー脚本賞、カンヌ国際映画祭パルム・ドールを受賞（後述欄）、再び大スターの地位を安泰なものにした。
その後、『ゲット・ショーティ』（1995）でゴールデングローブ賞 主演男優賞 (ミュージカル・コメディ部門)を受賞する一方で、2000年には自ら製作者としても携わったSF映画『バトルフィールド・アース』が興行的に失敗、2001年の第21回ゴールデンラズベリー賞の主要部門をほぼ独占する、という不名誉な結果も受けている。
多数の賞にノミネートされた2002年作品『シカゴ』の弁護士役のオファーを断ったことを後悔していると語っている。
2007年のミュージカル映画『ヘアスプレー』には、主人公の母親役として6時間がかりの特殊メイクによる女装姿で出演した。これは同作のオリジナル映画版と舞台版において同役をどちらも男性が演じたことに則ってのキャスティングである。さらに、それを全く苦にすることなしに歌とダンスも存分に披露して、大きな話題となった。
2010年以降は、おもにアクション映画やスリラー映画に主演し、2018年には犯罪映画『ギャング・イン・ニューヨーク』で、主人公のマフィアのボス・ジョン・ゴッティを演じた。同作は『バトルフィールド・アース』に匹敵するほどの酷評を浴び、映画批評集積サイトのRotten Tomatoesで批評家支持率0%を記録してしまった。
歌手としても作品を発表しており、2012年には『グリース』や『セカンド・チャンス』で共演したオリビア・ニュートン＝ジョンとのクリスマス・アルバム『ディス・クリスマス』を発表している。

## 私生活

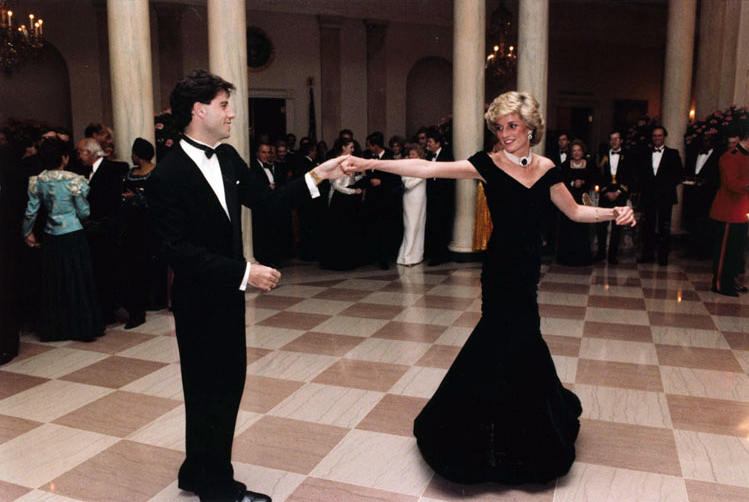
ホワイトハウスのディナーで、ダイアナ妃と踊るトラボルタ(1985)

1991年に女優ケリー・プレストンと結婚した。後述するように航空機マニアであることから、長男をジェット（Jett）と名付けた。彼はバハマ滞在中の2009年1月2日に浴室で倒れ、同日死亡が確認された。没年齢16した。2020年7月12日、妻ケリーが乳癌のため死去。
サイエントロジーの熱心な信者として知られ、映画『バトルフィールド・アース』はその創設者であるL・ロン・ハバードのSF小説「バトルフィールド・アース」を映画化した作品である。
2019年1月6日にインスタグラムで初めてスキンヘッド姿を披露した。

## 航空機マニア

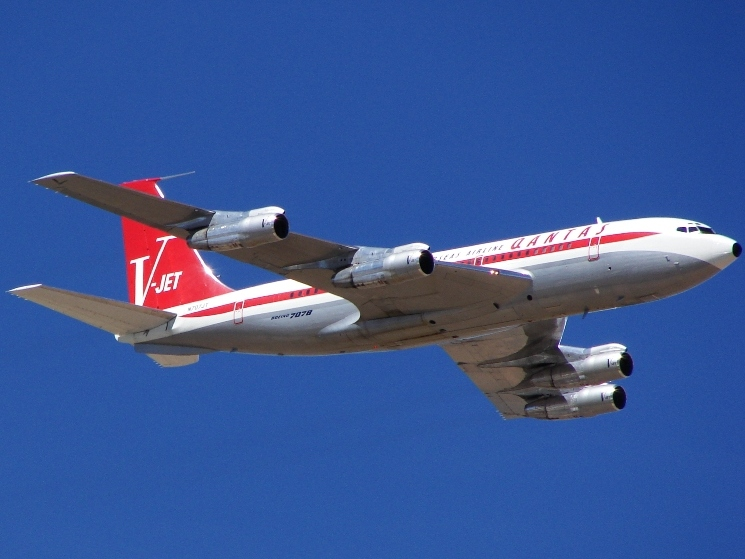
トラボルタが保有するカンタス航空塗装のボーイング707-138B型「Jett Clipper Ella」（N707JT）

子供の頃から航空会社の操縦士にあこがれていたという大の航空機マニアで、1974年に初めて航空機の操縦資格を取得してから、2002年までの総飛行時間は5000時間を超え、「最初の給料は全て飛行訓練に消えた」と語っている。ボーイング747や707などの大型旅客機を含む9機種の操縦資格を取得しているほか、巨大な滑走路のついた自宅には自家用機として2機のジェット機と数機の軽飛行機がある。
2003年に映画のプロモーションのためにオーストラリアを訪問した際には、保有するボーイング707を自ら操縦したが、空港でハンドリング業務を担当したカンタス航空の社員と意気投合したのがきっかけとなり、カンタス航空の親善大使を務めることになった。
2004年にはカンタス航空とタイアップした「Spirit of Friendship」ツアーにより、所有するボーイング707をカンタス航空の往年の塗装に戻した上、自らの操縦によりニュージーランド・シンガポール・香港・日本・イギリス・イタリア・フランス・ドイツを訪問した。総飛行距離は64,700km。なお、このボーイング707は、親善大使を務めているカンタス航空より1998年に購入したもので、機首には「Jett Clipper Ella」と家族の名前を盛り込んだ愛称が記されている。なお、この機体はドラマ撮影のために、パンアメリカン航空塗装になっていた時期があった。
2010年1月26日、ハイチ地震 (2010年)支援のため、妻と一緒に、自らが操縦するボーイング707に、6トンの救援物資や医療薬品と医療スタッフ、新宗教団体サイエントロジーのボランティアの牧師を乗せて、ハイチまで運んだ。

## フィルモグラフィ
※役名の太字表記は主演。

### 映画

#### 劇場公開映画
| 年   | 題名                                                                             | 役名                       | 備考                                                                                 | 日本語吹替                                    |
| ---- | -------------------------------------------------------------------------------- | -------------------------- | ------------------------------------------------------------------------------------ | --------------------------------------------- |
| 1975 | 魔鬼雨 The Devil's Rain                                                          | ダニー                     |                                                                                      | 梁田清之                                      |
| 1976 | キャリー Carrie                                                                  | ビリー・ノーラン           | 三ツ矢雄二                                                                           |                                               |
| 1977 | サタデー・ナイト・フィーバー Saturday Night Fever                                | トニー・マネロ             | 三木眞一郎（ソフト版） 郷ひろみ（テレビ朝日版）                                      |                                               |
| 1978 | グリース Grease                                                                  | ダニー                     | 三木眞一郎（ソフト版） 野口五郎（日本テレビ版） 鈴置洋孝（テレビ朝日版）             |                                               |
| 1978 | 年上の女 Moment By Moment                                                        | ストリップ                 |                                                                                      |                                               |
| 1980 | アーバン・カウボーイ Urban Cowboy                                                | バド                       | 井上和彦                                                                             |                                               |
| 1981 | ミッドナイトクロス Blow Out                                                      | ジャック・テリー           | 落合弘治（ソフト版） 国広富之（TBS版） 原康義（テレビ朝日版）                        |                                               |
| 1983 | ステイン・アライブ Staying Alive                                                 | トニー・マネロ             | 池田秀一                                                                             |                                               |
| 1983 | セカンド・チャンス Two Of A Kind                                                 | ザック・メロン             | 大塚芳忠                                                                             |                                               |
| 1985 | パーフェクト Perfect                                                             | アダム                     |                                                                                      |                                               |
| 1989 | エキスパーツ The Experts                                                         | トラヴィス                 | 日本劇場未公開                                                                       |                                               |
| 1989 | ベイビー・トーク Look Who's Talking                                              | ジェームズ                 |                                                                                      | 井上和彦（ソフト版） 山寺宏一（日本テレビ版） |
| 1990 | リトル★ダイナマイツ/ベイビー・トークTOO Look Who's Talking Too                   | ジェームズ                 |                                                                                      | 井上和彦（ソフト版） 山寺宏一（日本テレビ版） |
| 1991 | チェインズ/翳りゆく街 chains of gold                                             | スコット・バーンズ         | 兼脚本 日本劇場未公開                                                                | 鈴置洋孝                                      |
| 1991 | myベスト・フレンズ Eyes of an Angel (The Tender)                                 | ボビー                     |                                                                                      |                                               |
| 1991 | 過ぎゆく夏 Shout                                                                 | ジャック                   | 原康義                                                                               |                                               |
| 1993 | ベイビー・トーク3 ワンダフル・ファミリー Look Who's Talking Now                  | ジェームズ                 | 井上和彦（ソフト版） 真地勇志（フジテレビ版）                                        |                                               |
| 1994 | パルプ・フィクション Pulp Fiction                                                | ヴィンセント・ベガ         | 鈴置洋孝                                                                             |                                               |
| 1995 | ジャンクション White Man's Burden                                                | ルイス                     | 鈴置洋孝                                                                             |                                               |
| 1995 | ゲット・ショーティ Get Shorty                                                    | チリ・パーマー             | 井上和彦                                                                             |                                               |
| 1996 | ブロークン・アロー Broken Arrow                                                  | ヴィック・ディーキンス少佐 | 鈴置洋孝（ソフト版） 山路和弘（日本テレビ版） 家中宏（テレビ朝日版）                 |                                               |
| 1996 | フェノミナン Phenomenon                                                          | ジョージ・マレー           | 牛山茂                                                                               |                                               |
| 1996 | マイケル Michael                                                                 | マイケル                   | 山路和弘                                                                             |                                               |
| 1997 | フェイス/オフ Face/Off                                                           | ショーン・アーチャー       | 神谷明（ソフト版） 江原正士（フジテレビ版） 磯部勉（テレビ朝日版、テレビ朝日新録版） |                                               |
| 1997 | シーズ・ソー・ラヴリー She's So Lovely                                           | ジョーイ                   | 兼製作総指揮                                                                         | 谷口節                                        |
| 1997 | マッド・シティ Mad City                                                          | サム・ベイリー             |                                                                                      | 牛山茂（ソフト版） 江原正士（フジテレビ版）   |
| 1998 | パーフェクト・カップル Primary Colors                                            | ジャック・スタントン       | 屋良有作                                                                             |                                               |
| 1998 | シビル・アクション A Civil Action                                                | ジャン・シュリクマン       | 井上和彦                                                                             |                                               |
| 1998 | シン・レッド・ライン The Thin Red Line                                           | クインタード淮将           | 石塚運昇                                                                             |                                               |
| 1999 | 将軍の娘/エリザベス・キャンベル The General's Daughter                           | ポール・ブレナー           | 井上和彦                                                                             |                                               |
| 2000 | バトルフィールド・アース Battlefield Earth                                       | タール                     | 兼製作                                                                               | 山路和弘（ソフト版） 野沢聡（Netflix版）      |
| 2000 | ラッキー・ナンバー Lucky Numbers                                                 | ラス・リチャーズ           |                                                                                      | 井上和彦                                      |
| 2001 | ソードフィッシュ Swordfish                                                       | ガブリエル・シアー         | 村山明（ソフト版） 安原義人（日本テレビ版）                                          |                                               |
| 2001 | ドメスティック・フィアー Domestic Disturbance                                    | フランク・モリソン         | 井上和彦                                                                             |                                               |
| 2002 | オースティン・パワーズ ゴールドメンバー Austin Powers in Goldmember              | 本人役                     | カメオ出演                                                                           | 田原アルノ                                    |
| 2003 | 閉ざされた森 Basic                                                               | トム・ハーディ             |                                                                                      | 山路和弘                                      |
| 2004 | パニッシャー The Punisher                                                        | ハワード・セイント         |                                                                                      | 山路和弘                                      |
| 2004 | ママの遺したラヴソング A Love Song for Bobby Long                                | ボビー・ロング             | 江原正士                                                                             |                                               |
| 2004 | 炎のメモリアル Ladder 49                                                         | マイク・ケネディ           | 池田秀一                                                                             |                                               |
| 2005 | Be Cool/ビー・クール Be Cool                                                     | チリ・パーマー             | 井上和彦                                                                             |                                               |
| 2005 | ウォーキング・オン・ザ・ムーン 3D Magnificent Desolation: Walking on the Moon 3D | ジェームズ・アーウィン     | 声の出演                                                                             |                                               |
| 2006 | ロンリーハート Lonely Hearts                                                     | エルマー・ロビンソン       |                                                                                      | 山路和弘                                      |
| 2007 | 団塊ボーイズ Wild Hogs                                                           | ウディ・スティーヴンス     | 森田順平                                                                             |                                               |
| 2007 | ヘアスプレー Hairspray                                                           | エドナ・ターンブラッド     | 山寺宏一                                                                             |                                               |
| 2008 | ボルト Bolt                                                                      | ボルト                     | 声の出演                                                                             | 佐々木蔵之介                                  |
| 2009 | サブウェイ123 激突 The Taking of Pelham 123                                      | ライダー                   |                                                                                      | 山路和弘                                      |
| 2009 | オールド・ドッグ Old Dogs                                                        | チャーリー・リード         | 森田順平                                                                             |                                               |
| 2010 | パリより愛をこめて From Paris with Love                                          | チャーリー・ワックス       | 小杉十郎太                                                                           |                                               |
| 2012 | 野蛮なやつら/SAVAGES Savages                                                     | デニス                     | 岩崎ひろし                                                                           |                                               |
| 2013 | キリングゲーム Killing Season                                                    | エミール・コヴァチ         | 東地宏樹                                                                             |                                               |
| 2014 | THE FORGER 天才贋作画家 最後のミッション The Forger                              | レイ・カッター             | 藤真秀                                                                               |                                               |
| 2015 | アルティメット・サイクロン Life on the Line                                      | ボー・ギナー               | 小杉十郎太                                                                           |                                               |
| 2015 | クリミナル・ミッション Criminal Activities                                       | エディ                     | 兼製作総指揮                                                                         | 安原義人                                      |
| 2015 | Gummy Bear the Movie 3D                                                          | Gummy Bear                 | 声の出演                                                                             | N/A                                           |
| 2016 | バレー・オブ・バイオレンス In a Valley of Violence                               | マーティン                 |                                                                                      | 安原義人                                      |
| 2016 | リベンジ・リスト I Am Wrath                                                      | スタンリー・ヒル           | 森田順平                                                                             |                                               |
| 2018 | ギャング・イン・ニューヨーク Gotti                                               | ジョン・ゴッティ           | 兼製作総指揮                                                                         | 高木渉                                        |
| 2018 | スピード・キルズ Speed Kills                                                     | ベン・アロノフ             |                                                                                      | 山野井仁                                      |
| 2019 | ワイルド・レース Trading Paint                                                   | サム・マンロー             | （日本語吹替版なし）                                                                 |                                               |
| 2019 | ポイズンローズ The Poison Rose                                                   | カーソン・フィリップス     | 藤真秀                                                                               |                                               |
| 2019 | ファナティック ハリウッドの狂愛者 The Fanatic                                    | ムース                     | 兼製作                                                                               | （日本語吹替版なし）                          |
| 2022 | オペレーション・ゴールド Paradise City                                           | バックリー                 |                                                                                      | 藤真秀                                        |
| 2024 | キャッシュアウト Cash Out                                                        | メイソン・ゴダード         | 日本劇場未公開                                                                       | 藤真秀                                        |
| 2024 | ハイ・ローラーズ High Rollers                                                    | メイソン・ゴダード         | 日本劇場未公開                                                                       |                                               |
| TBA  | That's Amore!                                                                    | ニック・ヴェーネレ         |                                                                                      | TBD                                           |
| TBA  | November 1963                                                                    | ジョン・ロッセーリ         |                                                                                      | TBD                                           |

#### テレビ映画
| 年   | 題名                                                 | 役名   |
| ---- | ---------------------------------------------------- | ------ |
| 1976 | プラスチックの中の青春 The Boy in the Plastic Bubble | トッド |
| 1987 | ベースメント Basements: The Dumb Waiter              | ベン   |

#### WEB配信映画
| 年   | 題名                             | 役名                 | 配信局             | 吹替     |
| ---- | -------------------------------- | -------------------- | ------------------ | -------- |
| 2023 | ダイ・ハート Die Hart: The Movie | ロン・ウィルコックス | Amazon Prime Video | 井上和彦 |

### 短編映画
| 年   | 題名                    | 役名                 |
| ---- | ----------------------- | -------------------- |
| 2023 | シェパード The Shepherd | ジョニー・カヴァナー |

### テレビ
| 放映年 | 題名                                                                                                   | 役名               | 備考                   | 日本語吹替 |
| ------ | --- | ------------------ | ---------------------- | ---------- |
| 1994年 | サタデー・ナイト・ライブ Saturday Night Live                                                           | 本人（ホスト）     | 「John Travolta/Seal」 | N/A        |
| 2016年 | アメリカン・クライム・ストーリー/O・J・シンプソン事件 The People v. O.J. Simpson: American Crime Story | ロバート・シャピロ | 計10話出演 兼製作      | 森田順平   |

## 受賞とノミネート
『サタデー・ナイト・フィーバー』
- ナショナル・ボード・オブ・レビュー主演男優賞受賞

『パルプ・フィクション』
- MTVムービー・アワード ベスト・ダンス・シークエンス受賞（ユマ・サーマンと共に）
- ロサンゼルス映画批評家協会賞 主演男優賞受賞
- ロンドン映画批評家協会賞 男優賞受賞
- ストックホルム国際映画祭 男優賞受賞

『ゲット・ショーティ』
- ゴールデングローブ賞 主演男優賞 (ミュージカル・コメディ部門)受賞

『フェイス/オフ』
- MTVムービー・アワード最高デュオ賞受賞（ニコラス・ケイジと共に）

『バトルフィールド・アース』
- ゴールデンラズベリー賞 最低主演男優賞受賞

『ワイルド・レース』
- ゴールデンラズベリー賞 最低主演男優賞受賞

『ファナティック ハリウッドの狂愛者』
- ゴールデンラズベリー賞 最低主演男優賞受賞

## 日本語吹き替え
主に担当しているのは、以下の三人である。
井上和彦
『アーバン・カウボーイ』で初担当。最も多く吹き替えている。
山路和弘
『マイケル』で初担当。井上の次に多く吹き替えている。
鈴置洋孝
『グリース』（テレビ朝日版）で初担当。主に初期の作品を担当した。
このほかにも、森田順平、藤真秀、江原正士、安原義人、池田秀一、小杉十郎太、原康義、磯部勉なども複数回、声を当てている。